# (5533) Bagrov
(5533) Bagrov es un asteroide perteneciente al cinturón de asteroides descubierto el 21 de septiembre de 1935 por Pelagueya Shain desde el Observatorio de Simeiz, Crimea, Ucrania.

## Designación y nombre
Designado provisionalmente como 1935 SC. Fue nombrado Bagrov en honor de Nikolaj Vasil'evich Bagrov, geógrafo, profesor de la Universidad Estatal de Simferopol y autor de investigaciones sobre peculiaridades geográficas de Crimea.

## Características orbitales
Bagrov está situado a una distancia media del Sol de 2,240 ua, pudiendo alejarse hasta 2,658 ua y acercarse hasta 1,822 ua. Su excentricidad es 0,186 y la inclinación orbital 5,073 grados. Emplea 1224,78 días en completar una órbita alrededor del Sol.

## Características físicas
La magnitud absoluta de Bagrov es 14. Tiene 4,506 km de diámetro y su albedo se estima en 0,182. 